# Sojuz MS-06
Sojuz MS-06 – misja statku Sojuz do Międzynarodowej Stacji Kosmicznej, która dostarczyła jej 53. i 54. stałą załogę. Statek wystartował 12 września 2017 r., a lądowanie odbyło się 28 lutego 2018 r. Był to 89. lot załogowy na MSK i 135. lot kapsuły załogowej z serii Sojuz.

## Załoga

### Podstawowa
- Aleksandr Misurkin (2. lot) – dowódca (Rosja, Roskosmos)
- Mark Vande Hei (1. lot) – inżynier pokładowy (USA, NASA)
- Joseph Acaba (3. lot) – inżynier pokładowy (USA, NASA)

### Rezerwowa
- Aleksandr Skworcow (3. lot) – dowódca (Rosja, Roskosmos)
- Scott D. Tingle (1. lot) – inżynier pokładowy (USA, NASA)
- Shannon Walker (2. lot) – inżynier pokładowy (USA, NASA)

## Galeria

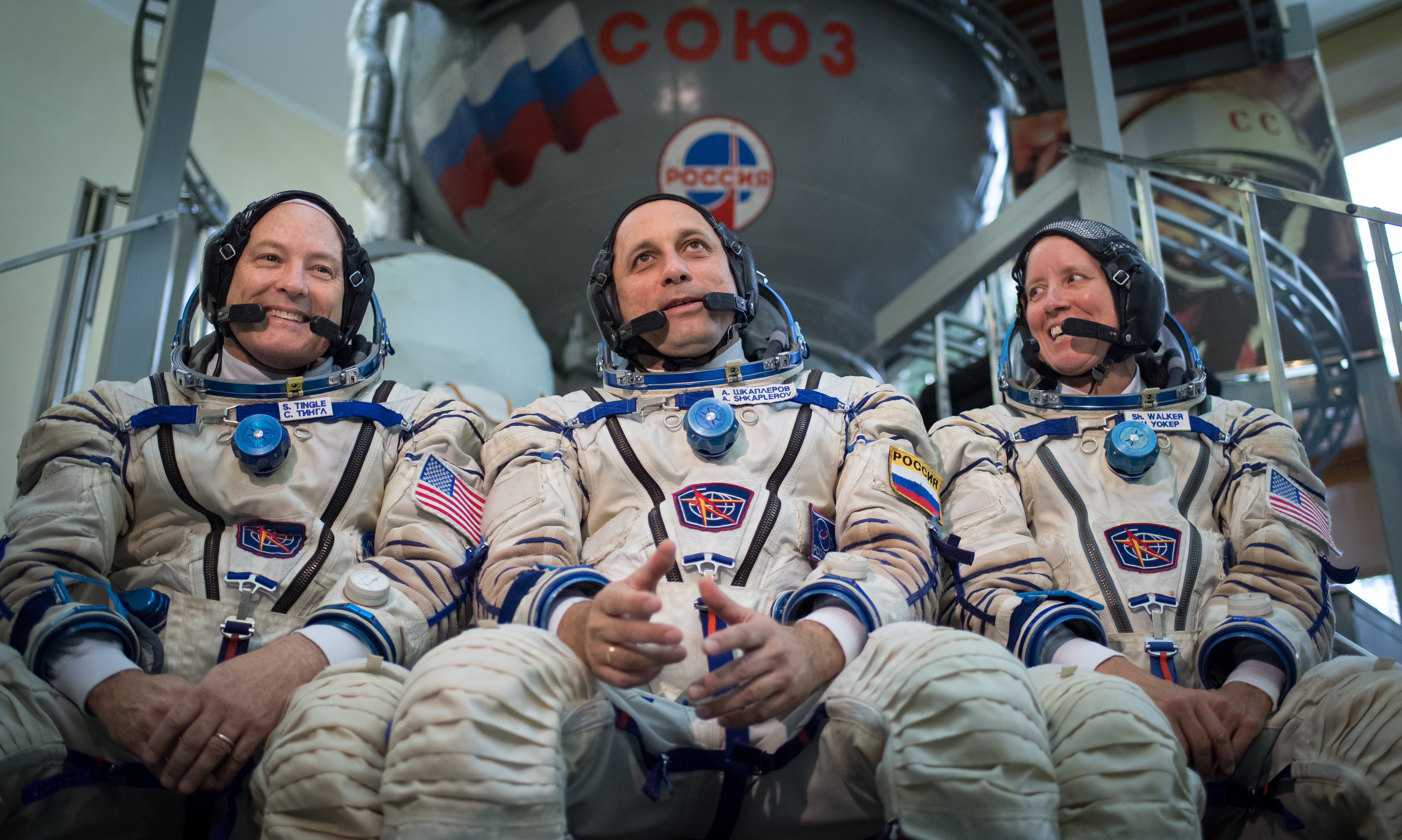
Testy przed lotem (30 sierpnia 2017)
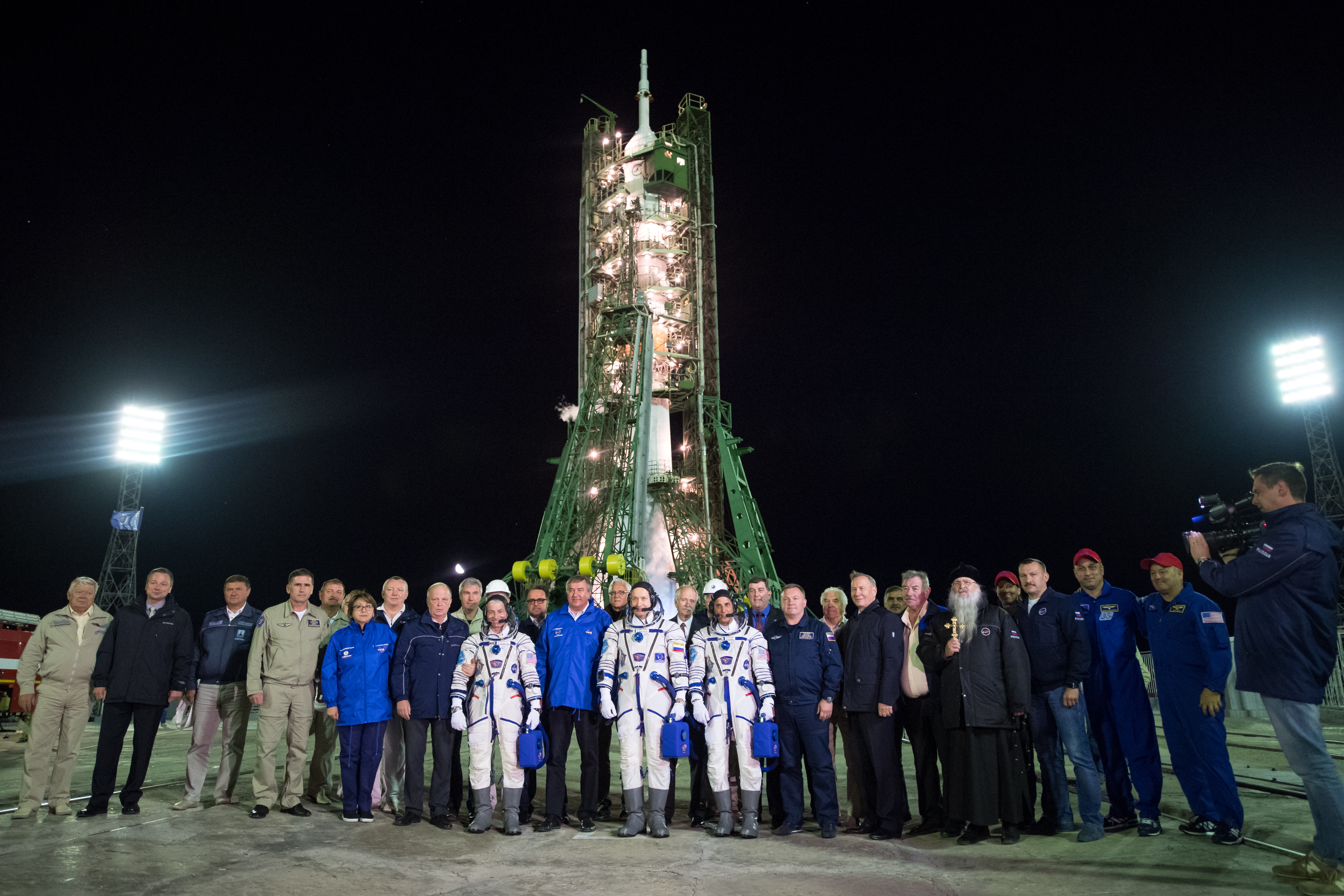
Przed startem
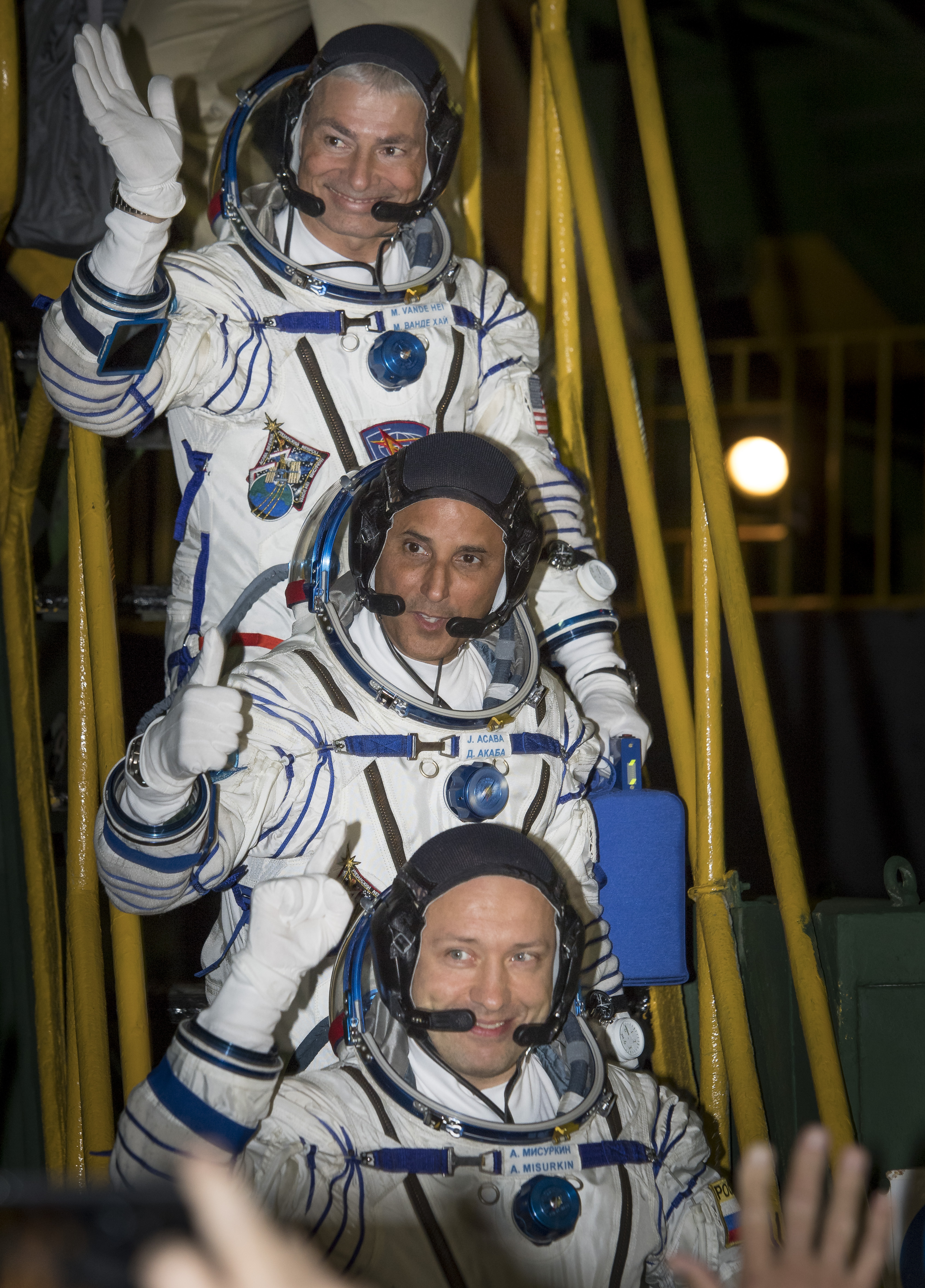
Załoga przed startem
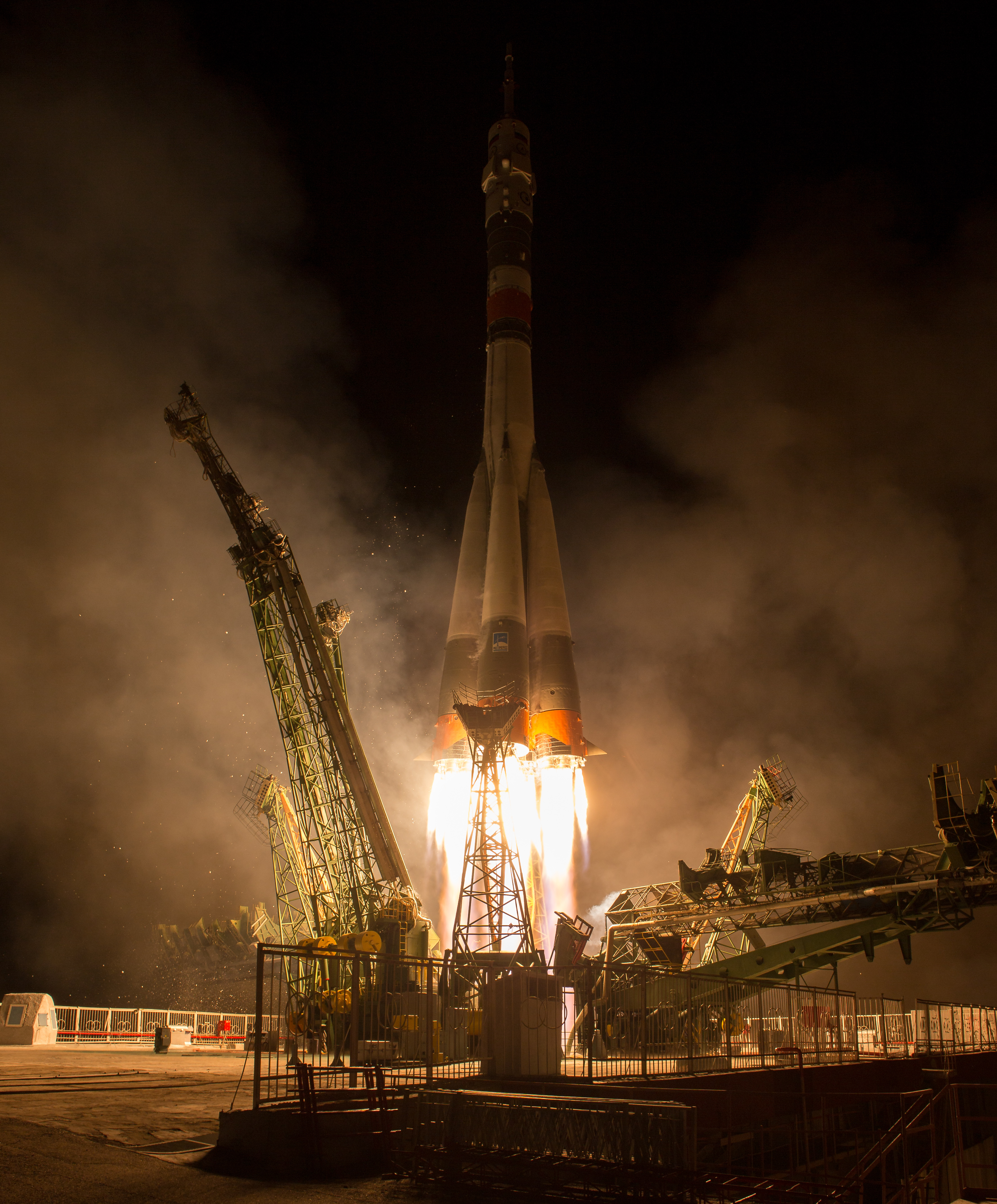
Start rakiety Sojuz z Sojuzem MS-06